# Gersza II
Gersza vagy Gertia II románul: Gersa II település Romániában, Erdélyben, Beszterce-Naszód megyében.

## Fekvése
Kisrebra mellett fekvő település.

## Története
Gertia korábban Kisrebra része volt. 1956-ban vált külön településsé 897 lakossal. 1966-ban 1038 lakosából 1024 román, 14 magyar volt. 1977-ben 646, 1992-ben 314, a 2002-es népszámláláskor pedig 268 román lakosa volt.